# Liste der Biografien/Kiro
Liste der Biografien |
Portal Biografien |
Personensuche
# |
A |
B |
C |
D |
E |
F |
G |
H |
I |
J |
K |
L |
M |
N |
O |
P |
Q |
R |
S |
T |
U |
V |
W |
X |
Y |
Z |
?
 
Ka |
Kb |
Kc |
Kd |
Ke |
Kf |
Kg |
Kh |
Ki |
Kj |
Kl |
Km |
Kn |
Ko |
Kp |
Kr |
Ks |
Kt |
Ku |
Kv |
Kw |
Ky |
Kx |
Kz
 
Kia |
Kib |
Kic |
Kid |
Kie |
Kif |
Kig |
Kih |
Kii |
Kij |
Kik |
Kil |
Kim |
Kin |
Kio |
Kip |
Kir |
Kis |
Kit |
Kiu |
Kiv |
Kiw |
Kix |
Kiy |
Kiz
 
Kira |
Kirb |
Kirc |
Kird |
Kire |
Kirf |
Kirg |
Kirh |
Kiri |
Kirj |
Kirk |
Kirl |
Kirm |
Kirn |
Kiro |
Kirp |
Kirr |
Kirs |
Kirt |
Kiru |
Kirv |
Kirw |
Kiry |
Kirz
Die Liste der Biografien führt alle Personen auf, die in der deutschsprachigen Wikipedia einen Artikel haben. Dieses ist eine Teilliste mit 20 Einträgen von Personen, deren Namen mit den Buchstaben „Kiro“ beginnt.

## Kiro
- Kiro, Cindy (* 1958), neuseeländische Generalgouverneurin

### Kiroc
- Kirochi, Wilfred (* 1969), kenianischer Mittelstrecken- und Crossläufer

### Kirog
- Kıroğlu, Feridun (* 1994), türkischer Fußballspieler
- Kıroğlu, Sinem Reyhan (* 1991), türkische Schauspielerin

### Kiron
- Kirong, Duncan Kibet (* 1978), kenianischer Marathonläufer

### Kirop
- Kirop, Helena Loshanyang (* 1976), kenianische Marathonläuferin

### Kiros
- Kiroska, Rosana (* 1991), nordmazedonische Skilangläuferin

### Kirou
- Kiroulos, Hani Bakhoum (* 1974), ägyptischer Geistlicher und Kurienbischof im koptisch-katholischen Patriarchat von Alexandria

### Kirov
- Kirov-Majski, Nikola (1880–1962), makedonisch-bulgarischer Lehrer, Revolutionär und Schriftsteller
- Kirova, Ivajla (* 1975), bulgarische Pianistin und Komponistin
- Kirova, Liuba (* 1943), bulgarisch-Schweizer Malerin, Lithografien und Galeristin
- Kirovski, Hristijan (* 1985), mazedonischer Fußballspieler
- Kirovski, Jovan (* 1976), US-amerikanischer Fußballspieler

### Kirow
- Kirow, Aleksandar (* 1990), bulgarischer Fußballspieler
- Kirow, Alexander (* 1984), kasachischer Fußballspieler
- Kirow, Atanas (1946–2017), bulgarischer Gewichtheber
- Kirow, Bisser (1942–2016), bulgarischer Schlagersänger
- Kirow, Nino (1945–2008), bulgarischer Schachspieler
- Kirow, Petar (* 1942), bulgarischer Ringer
- Kirow, Sergei Mironowitsch (1886–1934), russischer PolitikerSergei Mironowitsch Kirow (1886–1934)

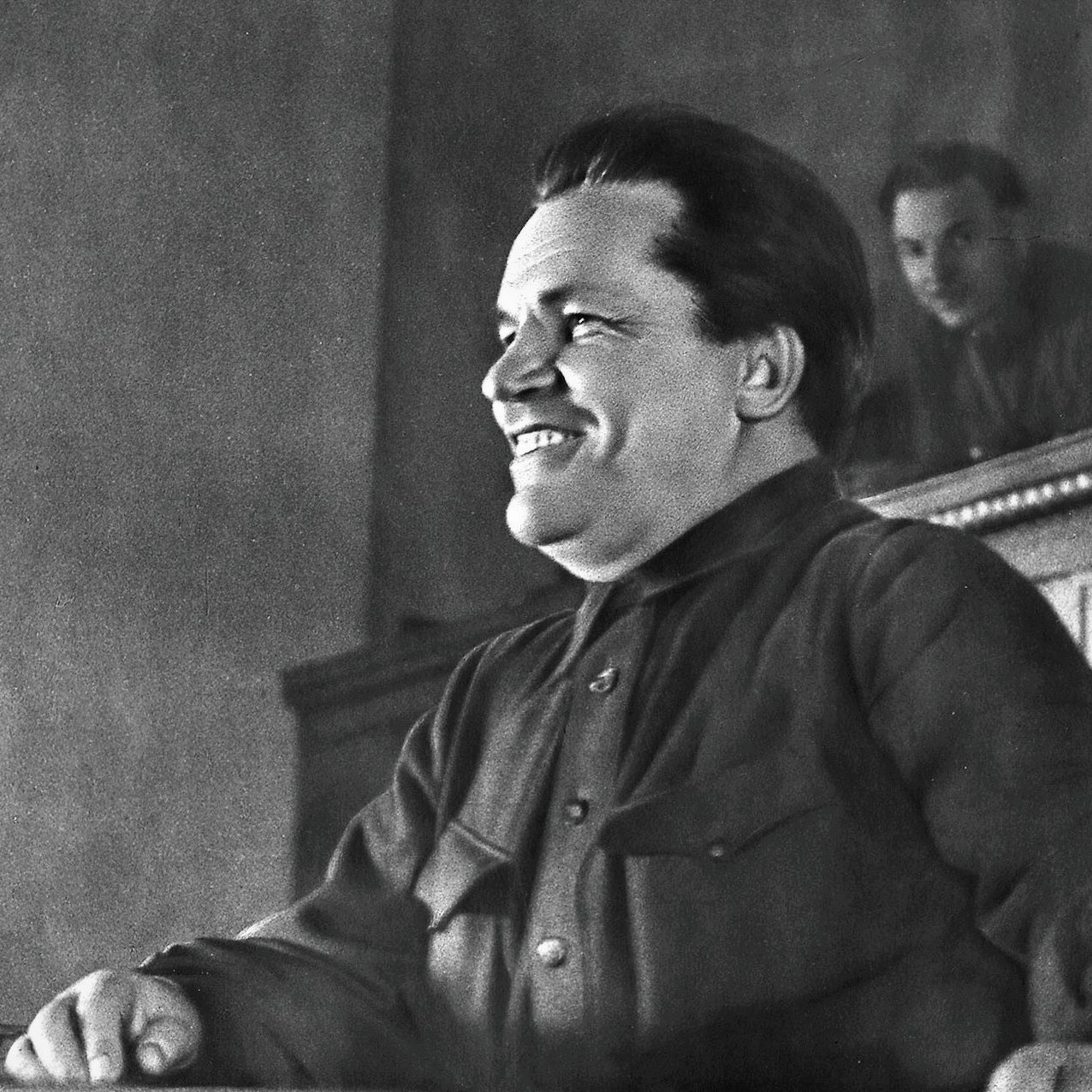
Sergei Mironowitsch Kirow (1886–1934)